# Nelson Lutin
Nelson Dylan Lutin (5 dicembre 1997) è un giocatore di calcio a 5 francese.

## Carriera

### Club
Formatosi nella pallamano, che ha praticato fino ai 18 anni nel Tremblay, Lutin inizia giocare a calcio a 5 nelle file dell'Artistes Futsal, una piccola società di Villepinte. Nell'estate del 2016 viene notato dai dirigenti dell'ACCES che, l'anno seguente, decidono di tesserarlo. L'ascesa del club dell'Hauts-de-Seine coincide con quella di Lutin che, in appena cinque anni, vince per due volte la Division 2, una volta la Division 1 e raggiunge la semifinale di UEFA Champions League 2021-22. Dopo una stagione disputata nella Serie A italiana con la Meta Catania, nell'estate del 2023 Lutin si trasferisce all'Étoile Lavalloise.

### Nazionale
Lutin ha esordito nella Nazionale di calcio a 5 della Francia nel 2018. Con i transalpini ha disputato la Coppa del Mondo 2024.

## Palmarès
- Campionato francese: 2
ACCS: 2020-2021
Étoile Lavalloise: 2023-2024
- Coppa di Francia: 1
Étoile Lavalloise: 2023-2024